# Fußball-Club Bayern München II 2009-2010
Questa voce raccoglie le informazioni riguardanti il Fußball-Club Bayern München II nelle competizioni ufficiali della stagione 2009-2010.

## Stagione
Nella stagione 2009-2010 il Bayern Monaco II, allenato da Mehmet Scholl, concluse il campionato di 3. Liga all'8º posto.

## Rosa
| N. |                                 | Ruolo | Calciatore        |
| -- | ------------------------------- | ----- | ----------------- |
| 1  | Germania (bandiera)             | P     | Thomas Kraft      |
| 3  | Germania (bandiera)             | D     | Oliver Stierle    |
| 5  | Ghana (bandiera)                | D     | Christian Saba    |
| 7  | Francia (bandiera)              | A     | Saër Sène         |
| 8  | Germania (bandiera)             | C     | Stefan Riess      |
| 9  | Bosnia ed Erzegovina (bandiera) | A     | Nazif Hajdarović  |
| 10 | Azerbaigian (bandiera)          | A     | Deniz Yılmaz      |
| 11 | Germania (bandiera)             | C     | Manuel Duhnke     |
| 12 | Germania (bandiera)             | C     | Danny Schwarz     |
| 13 | Germania (bandiera)             | C     | Tom Schütz        |
| 14 | Germania (bandiera)             | D     | Maximilian Haas   |
| 15 | Germania (bandiera)             | D     | Björn Kopplin     |
| 16 | Germania (bandiera)             | D     | Cüneyt Köz        |
| 16 | Germania (bandiera)             | C     | Dominik Rohracker |

| N. |                     | Ruolo | Calciatore            |
| -- | ------------------- | ----- | --------------------- |
| 17 | Austria (bandiera)  | C     | Christoph Knasmüllner |
| 19 | Germania (bandiera) | D     | Alexander Aquayo      |
| 19 | Germania (bandiera) | D     | Dennis Chessa         |
| 23 | Austria (bandiera)  | A     | Daniel Sikorski       |
| 24 | Germania (bandiera) | D     | Stefan Schürf         |
| 25 | Germania (bandiera) | P     | Maximilian Riedmüller |
| 30 | Germania (bandiera) | D     | Diego Contento        |
| 31 | Germania (bandiera) | D     | Mario Erb             |
| 32 | Germania (bandiera) | C     | Tayğun Kuru           |
| 33 | Germania (bandiera) | P     | Ferdinand Oswald      |
| 35 | Austria (bandiera)  | C     | David Alaba           |
| 37 | Turchia (bandiera)  | C     | Mehmet Ekici          |
| 38 | Italia (bandiera)   | A     | Nicola Sansone        |

## Organigramma societario
Area tecnica
- Allenatore: Mehmet Scholl
- Allenatore in seconda: Gerd Müller, Rainer Ulrich
- Preparatore dei portieri:
- Preparatori atletici:

## Calciomercato

### Sessione estiva
| Acquisti | Acquisti              | Acquisti          | Acquisti |
| R.       | Nome                  | da                | Modalità |
| -------- | --------------------- | ----------------- | -------- |
| C        | David Alaba           | Bayern Monaco U19 |          |
| A        | Nazif Hajdarović      | Saarbrücken       |          |
| C        | Christoph Knasmüllner | Bayern Monaco U17 |          |
| C        | Tayğun Kuru           | Bayern Monaco U19 |          |
| P        | Ferdinand Oswald      | Bayern Monaco U19 |          |
| C        | Danny Schwarz         | Monaco 1860       |          |
| A        | Saër Sène             | Sonnenhof G.      |          |

| Cessioni | Cessioni         | Cessioni       | Cessioni |
| R.       | Nome             | a              | Modalità |
| -------- | ---------------- | -------------- | -------- |
| P        | Max Grün         | Greuther Fürth |          |
| C        | Viktor Bopp      | Hannover 96 II |          |
| C        | Stephan Fürstner | Greuther Fürth |          |
| D        | Timo Heinze      | Unterhaching   |          |
| D        | Marco Höferth    | Pfullendorf    |          |
| A        | Yannick Kakoko   | Greuther Fürth |          |

### Sessione invernale
| Acquisti | Acquisti | Acquisti | Acquisti |
| R.       | Nome     | da       | Modalità |
| -------- | -------- | -------- | -------- |

| Cessioni | Cessioni | Cessioni | Cessioni |
| R.       | Nome     | a        | Modalità |
| -------- | -------- | -------- | -------- |

## Risultati

### 3. Liga

#### Girone di andata
| Arbitro: | Kempter |

|                         |           |  |
| Wenczel 4’ Hartmann 17’ | Marcatori |  |

| Arbitro: | Welz |

|          |           |           |
| Sène 90’ | Marcatori | 5’ Balkan |

| Arbitro: | Gorniak |

|                                                    |           |  |
| Eckardt 8’ Smeekes 28’ Amirante 48’, 63’, 65’, 77’ | Marcatori |  |

| Monaco di Baviera 16 agosto 2009, ore 14:00 CEST 4ª giornata | Bayern Monaco II | 0 – 0 referto | Dinamo Dresda | Grünwalder Stadion (3 350 spett.)\| Arbitro: \| Petersen \| |
| Arbitro:                                                     | Petersen         |               |               |                                                             |

| Arbitro: | Unger |

|                                             |           |                       |
| Essig 2’ Spann 5’ Schnatterer 22’ Mayer 51’ | Marcatori | 50’ Sikorski 61’ Sène |

| Arbitro: | Fritz |

|                               |           |            |
| Ekici 5’ Alaba 74’ Duhnke 79’ | Marcatori | 82’ Asaeda |

| Arbitro: | Benedum |

|                         |           |                                  |
| Vier 30’ Broghammer 82’ | Marcatori | 10’, 63’, 71’ Sikorski 47’ Riess |

| Monaco di Baviera 6 settembre 2009, ore 14:00 CEST 8ª giornata | Bayern Monaco II | 0 – 0 referto | Wehen Wiesbaden | Grünwalder Stadion (1 000 spett.)\| Arbitro: \| Winkmann \| |
| Arbitro:                                                       | Winkmann         |               |                 |                                                             |

| Arbitro: | Willenborg |

|                                                    |           |                          |
| Dorn 13’ Fischer 44’ Pinto 65’ (rig.) Lüttmann 75’ | Marcatori | 20’ Ekici 58’ Hajdarović |

| Arbitro: | Nowak |

|  |           |                                                                      |
|  | Marcatori | 36’ Binder 43’ Schlauderer 49’ (rig.) Zellner 70’ Stoilov 75’ Berger |

| Arbitro: | Kunzmann |

|                      |           |                          |
| Ekici 35’ Yılmaz 76’ | Marcatori | 8’ Braham 42’, 72’ Klotz |

| Arbitro: | Kampka |

|                           |           |  |
| Semmer 29’ Rockenbach 81’ | Marcatori |  |

| Arbitro: | Seiwert |

|          |           |            |
| Haas 73’ | Marcatori | 39’ Hansen |

| Arbitro: | Stieler |

|  |           |                         |
|  | Marcatori | 24’ Sikorski 89’ Yılmaz |

| Arbitro: | Thomsen |

|                       |           |            |
| Ekici 17’ (rig.), 30’ | Marcatori | 29’ Müller |

| Arbitro: | Glasmacher |

|                            |           |           |
| Grübl 3’ Kresin 30’ (rig.) | Marcatori | 9’ Yılmaz |

| Arbitro: | Blos |

|                |           |             |
| Hajdarović 86’ | Marcatori | 50’ Onuegbu |

| Arbitro: | Unger |

|  |           |                                |
|  | Marcatori | 14’, 19’ (rig.) Ekici 78’ Sène |

| Arbitro: | Steinberg |

|                     |           |           |
| Sène 61’ Yılmaz 76’ | Marcatori | 18’ Huber |

#### Girone di ritorno
| Arbitro: | Unger |

|           |           |  |
| Ekici 52’ | Marcatori |  |

| Arbitro: | Dittrich |

|  |           |                 |
|  | Marcatori | 6’ (rig.) Ekici |

| Monaco di Baviera 20 aprile 2010, ore 18:30 CEST 22ª giornata | Bayern Monaco II | 0 – 0 referto | Carl Zeiss Jena | Grünwalder Stadion (855 spett.)\| Arbitro: \| Osmers \| |
| Arbitro:                                                      | Osmers           |               |                 |                                                         |

| Arbitro: | Fischer |

|                          |           |  |
| Müller 25’ Gundersen 85’ | Marcatori |  |

| Arbitro: | Dittrich |

|                                    |           |                              |
| Sène 15’, 61’ Ekici 32’ Yılmaz 90’ | Marcatori | 71’ Heidenfelder 79’ Gmünder |

| Arbitro: | Petersen |

|                                                     |           |                                        |
| Lorenz 11’ Damm 36’, 90’ Formento 83’ Celikovic 87’ | Marcatori | 49’ (rig.) Ekici 60’ Sène 71’ Sikorski |

| Arbitro: | Aarnink |

|                          |           |  |
| Knasmüllner 42’ Sène 53’ | Marcatori |  |

| Arbitro: | Glasmacher |

|          |           |                 |
| Bohl 31’ | Marcatori | 24’, 58’ Yılmaz |

| Arbitro: | Glasmacher |

|                 |           |                 |
| Yılmaz 45’, 78’ | Marcatori | 60’, 71’ Ristić |

| Arbitro: | Kampka |

|             |           |                   |
| Hagmann 75’ | Marcatori | 87’ (rig.) Yılmaz |

| Arbitro: | Kunzmann |

|                       |           |  |
| Glasner 38’ Ramaj 64’ | Marcatori |  |

| Arbitro: | Seiwert |

|           |           |  |
| Ekici 21’ | Marcatori |  |

| Arbitro: | Seidel |

|                                                |           |               |
| Stang 19’, 44’ Lindemann 30’ Dercho 65’ (rig.) | Marcatori | 6’ Hajdarović |

| Arbitro: | Christ |

|                               |           |  |
| Sène 3’ Yılmaz 30’ Schütz 40’ | Marcatori |  |

| Arbitro: | Gorniak |

|                       |           |                                     |
| Sembolo 42’ Wulff 83’ | Marcatori | 56’ (aut.) Lamprecht 90’ Hajdarović |

| Arbitro: | Steinberg |

|                            |           |  |
| Knasmüllner 39’ Yılmaz 74’ | Marcatori |  |

| Arbitro: | Kampka |

|                                   |           |          |
| Calamita 23’ Doğan 61’ Boland 81’ | Marcatori | 25’ Sène |

| Arbitro: | Blos |

|                            |           |              |
| Yılmaz 19’ (rig.) Sène 52’ | Marcatori | 47’ Feldhahn |

| Arbitro: | Schriever |

|                                                |           |             |
| Tosunoğlu 12’ Baier 55’ Albayrak 58’ Hesse 71’ | Marcatori | 2’ Sikorski |

## Statistiche

### Statistiche di squadra
| Competizione | Punti | In casa | In casa | In casa | In casa | In casa | In casa | In trasferta | In trasferta | In trasferta | In trasferta | In trasferta | In trasferta | Totale | Totale | Totale | Totale | Totale | Totale | DR  |
| Competizione | Punti | G       | V       | N       | P       | Gf      | Gs      | G            | V            | N            | P            | Gf           | Gs           | G      | V      | N      | P      | Gf     | Gs     | DR  |
| ------------ | ----- | ------- | ------- | ------- | ------- | ------- | ------- | ------------ | ------------ | ------------ | ------------ | ------------ | ------------ | ------ | ------ | ------ | ------ | ------ | ------ | --- |
| 3. Liga      | 54    | 19      | 10      | 7       | 2       | 29      | 19      | 19           | 5            | 2            | 12           | 26           | 46           | 38     | 15     | 9      | 14     | 55     | 65     | -10 |
| Totale       | 54    | 19      | 10      | 7       | 2       | 29      | 19      | 19           | 5            | 2            | 12           | 26           | 46           | 38     | 15     | 9      | 14     | 55     | 65     | -10 |

### Andamento in campionato
| Giornata  | 1  | 2  | 3  | 4  | 5  | 6  | 7  | 8  | 9  | 10 | 11 | 12 | 13 | 14 | 15 | 16 | 17 | 18 | 19 | 20 | 21 | 22 | 23 | 24 | 25 | 26 | 27 | 28 | 29 | 30 | 31 | 32 | 33 | 34 | 35 | 36 | 37 | 38 |
| --------- | -- | -- | -- | -- | -- | -- | -- | -- | -- | -- | -- | -- | -- | -- | -- | -- | -- | -- | -- | -- | -- | -- | -- | -- | -- | -- | -- | -- | -- | -- | -- | -- | -- | -- | -- | -- | -- | -- |
| Luogo     | T  | C  | T  | C  | T  | C  | T  | C  | T  | C  | C  | T  | C  | T  | C  | T  | C  | T  | C  | C  | T  | C  | T  | C  | T  | C  | T  | C  | T  | T  | C  | T  | C  | T  | C  | T  | C  | T  |
| Risultato | P  | N  | P  | N  | P  | V  | V  | N  | P  | P  | P  | P  | N  | V  | V  | P  | N  | V  | V  | V  | V  | N  | P  | V  | P  | V  | V  | N  | N  | P  | V  | P  | V  | N  | V  | P  | V  | P  |
| Posizione | 19 | 17 | 19 | 20 | 20 | 19 | 15 | 14 | 16 | 19 | 19 | 19 | 19 | 18 | 16 | 20 | 18 | 16 | 15 | 14 | 12 | 11 | 14 | 11 | 11 | 9  | 8  | 8  | 8  | 9  | 8  | 8  | 8  | 8  | 7  | 9  | 8  | 8  |

Legenda:

Luogo: C = Casa; T = Trasferta. Risultato: V = Vittoria; N = Pareggio; P = Sconfitta.

### Statistiche dei giocatori
| D. Alaba       | 23 | 1  | 0 | 0 |
| A. Aquayo      | 0  | 0  | 0 | 0 |
| A. Baumjohann  | 3  | 0  | 1 | 0 |
| D. Chessa      | 4  | 0  | 0 | 0 |
| D. Contento    | 16 | 0  | 3 | 0 |
| M. Duhnke      | 14 | 1  | 1 | 0 |
| M. Ekici       | 29 | 12 | 5 | 0 |
| M. Erb         | 15 | 0  | 2 | 0 |
| A. Görlitz     | 4  | 0  | 0 | 0 |
| M. Haas        | 29 | 1  | 6 | 1 |
| N. Hajdarović  | 13 | 4  | 4 | 0 |
| C. Knasmüllner | 21 | 2  | 0 | 0 |
| B. Kopplin     | 34 | 0  | 1 | 0 |
| T. Kraft       | 27 | 0  | 1 | 0 |
| T. Kuru        | 8  | 0  | 2 | 0 |
| C. Köz         | 1  | 0  | 0 | 0 |
| C. Lell        | 1  | 0  | 0 | 1 |
| F. Oswald      | 2  | 0  | 0 | 0 |
| M. Rensing     | 3  | 0  | 0 | 0 |
| M. Riedmüller  | 6  | 0  | 0 | 0 |
| S. Riess       | 27 | 1  | 8 | 1 |
| D. Rohracker   | 15 | 0  | 2 | 0 |
| C. Saba        | 23 | 0  | 2 | 1 |
| N. Sansone     | 4  | 0  | 1 | 0 |
| D. Schwarz     | 33 | 0  | 7 | 1 |
| S. Schürf      | 13 | 0  | 1 | 0 |
| T. Schütz      | 31 | 1  | 5 | 0 |
| D. Sikorski    | 33 | 7  | 3 | 0 |
| O. Stierle     | 6  | 0  | 1 | 0 |
| S. Sène        | 37 | 11 | 2 | 0 |
| L. Toni        | 2  | 0  | 1 | 0 |
| D. Yılmaz      | 29 | 13 | 2 | 2 |